# 포마레 3세

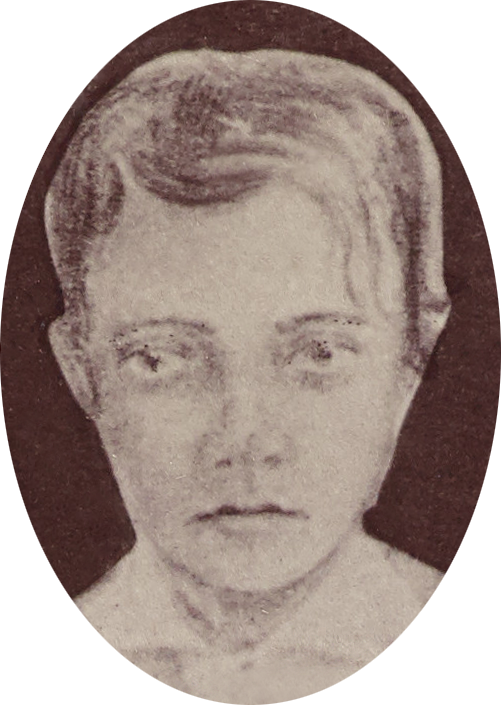

포마레 3세(Pōmare III, 1820–1827, 본명: 테리이타리, Teriʻitariʻa)는 1821년부터 1827년까지 통치한 타히티의 왕이었다. 포마레 2세 왕과 그의 두 번째 부인인 테리이타리 테레모에모에 여왕의 둘째 아들이었다. 소식통은 그의 여동생과의 관계에 대해 선교사 소식통이 그들을 이복 형제 자매로 언급하는 반면 나중에 소식통은 테레모에모에(Tere-moe-moe)를 어머니로 인용했다.